# Tomás Henríquez
Tomás Henríquez Carrera (Barlovento, estado Miranda, 21 de diciembre de 1921 - Caracas, 24 de diciembre de 2002) fue un actor y locutor venezolano. De piel negra, voz grave y cálida, además de un amplio rango como actor; Henríquez se distinguió tanto en la radio, el cine y la televisión, siendo el pionero de estos dos últimos medios en su país.
Henríquez, además de haber sido el primero y más respetado actor negro de la televisión venezolana, estuvo dedicado mayormente a la televisión y siempre trabajó en RCTV por unos cincuenta años ininterrumpidos. En ese canal interpretó a un amplio rubro de personajes que fueron desde Historia de tres hermanas (1964), Pobre Negro (1975), Estefanía (1979), Juanito y Él (1982) y otras.
Su muerte en 2002 sucedió tras una larga convalecencia por cáncer.

## Biografía
Alrededor de 1940 Henríquez dejó su pueblo natal con la intención de dedicarse a la actuación. Tras morir su padre su familia se establece en Caracas y su madre se dedica a vender dulces caseros. Por un tiempo Henríquez trabajó en una zapatería hasta que, en 1942, se inició como locutor en Radio Caracas Radio. En esa estación (que pronto engendraría a RCTV), Henríquez hizo carrera como locutor y, poco a poco, tomó sobre cargos gerenciales. En 1942 se inició en el teatro en la obra Abigaíl de Andrés Eloy Blanco y en 1944 era uno de los actores de las radionovelas de esa emisora. En 1949 obtiene un papel menor en La balandra Isabel llegó esta tarde, el primero de varias que realizaría en toda su carrera, y que culminaría con la protagonización de Operación Billete en 1987. En 1967 también trabajó junto a varias estrellas del espectáculo venezolano como Amador Bendayán, Hugo Blanco y Simón Díaz en la película El reportero.
Tras la creación de Radio Caracas Televisión, en 1953, Henríquez comenzó allí una larga carrera televisiva en ese canal hasta su muerte. En 1953 realizó su primer programa (Surcando mares) y en 1969 interpretó a Negro Primero en la coproducción venezolano-española-italiana La epopeya de Bolívar, donde compartió créditos con Maximilian Schell y Francisco Rabal. En 1974 hizo el papel de "El Brujeador" en la telenovela Doña Bárbara dirigida por José Ignacio Cabrujas y en 1979 su interpretación del villano Manuel Fulvio Lanz en Estefanía lo cimentó como uno de los actores más populares del país.
Durante la década de 1980 Henríquez siguió trabajando en numerosos proyectos, pero ninguno describe su popularidad como el que realizó entre 1992 a 1994 para la telenovela Por estas calles ya que allí, en vez de actuar, Henríquez simplemente narraba al final de cada capítulo una frase célebre relacionada con la trama del mismo. Esa frase era tema de conversación frecuente -ya que la telenovela era la más vista del país en esos años- y, en ocasiones, ofrecía pistas sobre lo que pasaría en el capítulo siguiente.
Su último trabajo como actor lo realizó en 1998 en la telenovela Reina de corazones aunque siguió activo trabajando como locutor en la radio y la publicidad (Henríquez era una de las voces más utilizadas por los publicistas en Venezuela) y, hasta poco antes de fallecer, conducía el programa Detalles, el cual se transmitía de lunes a viernes a las 6 de la tarde por la emisora KYS FM en Caracas.

## Filmografía

### Televisión

#### Telenovelas
- Pobre Negro (telenovela de 1958) (1958)
- Historia de tres hermanas (1964)
- La Tirana (1965)
- Corazón de madre (1969) ... Lorenzo
- Cristina (1970) ... Padre Anselmo
- La Usurpadora (1971) ... Crisanto
- Sacrificio de mujer (1972) ... Marcelo
- La Doña (1972) ... Genaro
- La indomable (1972) ... Pierre
- Raquel (1973) ... René Dubois
- Doña Bárbara (1974) ... Melquíades Gamarra, "El Brujeador"
- Valentina (1975) ... "Manogacho"
- Pobre negro (1975) ... "Mindonga"
- Campeones (1976)
- Carolina (1976) ... Francisco
- La señora de Cárdenas (1977) ... Dr. Enrique Perdomo
- Resurrección (1977) ... Coronel Jesús "Chacho" Chirinos
- La fiera (1978) ... Atilio Zambrano
- El Ángel Rebelde (1978) ... "El Búho"
- Juliana (telenovela de 1978) ... "Merucho del Arroyo"
- Sangre Azul (1979) ... Padre Medardo
- Estefanía (1979) ... Manuel Fulvio Lanz
- Muñequita (1980) ... "El Zurdo"
- Marta y Javier (1980) ... Dr. Julio Bermúdez
- Luz Marina (1981)
- Maria (telenovela de 1982) (1982)
- De su misma sangre (1982)
- Días de infamia (1983)
- Marisela (1983) ... El Marqués de Uribante
- Leonela (1984) ... Don Arcadio Guerra
- La intrusa (1986) ... Don Guillermo Montesinos
- Selva María (1987) ... "Cuaima"
- Gardenia (1990) ... Dr. Iturriza
- El desprecio (1991) ... Prof. Ambrosio Cepeda
- Por estas calles (1992-1994) Locutor y Agente Policial Calatayud
- Amores de fin de siglo (1995) ... Don Rafael "Fucho" Camacho
- María de los Ángeles (1997) ... Bernardo Perales
- Reina de corazones (1998) ... Don Fulgencio Cruz
- Piel de Hombre (telenovela de 1999) (1999)

#### Series y Miniseries
- Juanito y Él (1982) ... Bondadoso
- Juanito, Julieta y Él (1983) ... Bondadoso
- Pobre negro (1989) ... Divino José Cachanga

#### Teleteatros y Unitarios
- Surcando mares (1953)
- La flor del matapalo (1963)
- El tigre amarillo (1975)
- Trono de Sangre (1976)
- Negro (1978) ... Negro Primero
- Orinoco, río de sangre (1990)
- Los milagros de El Venerable (1995)

### Cine
- La balandra Isabel llegó esta tarde (1949) ... "Bocu", el brujo
- Amanecer a la vida (1950)
- Venezuela también canta (1951)
- Territorio verde (1952) ... Maestro
- El reportero (1967)
- La epopeya de Bolívar (1969) ... Negro Primero
- Historias de amor y brujería (1980)
- Operación Billete (1987) ... Anastasio Zapata

## Teatro
- Abigail (1944)

## Radio
- Cuatro horas antes de morir (RCR, Años 40)
- Detalles (KYS FM, 1994-2002) ... Conductor